# Regressió lineal multivariant bayesiana
En estadística, la regressió lineal multivariant bayesiana és un enfocament bayesià de la regressió lineal multivariant, és a dir, una regressió lineal on el resultat predit és un vector de variables aleatòries correlacionades en lloc d'una única variable aleatòria escalar. Un tractament més general d'aquest plantejament es pot trobar a l'article Estimador MMSE.

## Detalls

Punts de dades aleatoris i la seva regressió lineal.

Considerem un problema de regressió on la variable dependent a predir no és un únic escalar amb valor real, sinó un vector de longitud m de nombres reals correlacionats. Com en la configuració de regressió estàndard, hi ha n observacions, on cada observació i consta de k −1 variables explicatives, agrupades en un vector {\displaystyle \mathbf {x} _{i}} de longitud k (on s'ha afegit una variable fictícia amb valor d'1 per permetre un coeficient d'intersecció). Això es pot veure com un conjunt de m problemes de regressió relacionats per a cada observació i:{\displaystyle {\begin{aligned}y_{i,1}&=\mathbf {x} _{i}^{\mathsf {T}}{\boldsymbol {\beta }}_{1}+\epsilon _{i,1}\\&\;\;\vdots \\y_{i,m}&=\mathbf {x} _{i}^{\mathsf {T}}{\boldsymbol {\beta }}_{m}+\epsilon _{i,m}\end{aligned}}} on el conjunt d'errors {\displaystyle \{\epsilon _{i,1},\ldots ,\epsilon _{i,m}\}} estan tots correlacionats. De manera equivalent, es pot veure com un problema de regressió única on el resultat és un vector de files {\displaystyle \mathbf {y} _{i}^{\mathsf {T}}} i els vectors de coeficients de regressió s'apilen un al costat de l'altre, de la{\displaystyle \mathbf {y} _{i}^{\mathsf {T}}=\mathbf {x} _{i}^{\mathsf {T}}\mathbf {B} +{\boldsymbol {\epsilon }}_{i}^{\mathsf {T}}.} següent manera:
La matriu de coeficients B és una {\displaystyle k\times m} matriu on els vectors de coeficients {\displaystyle {\boldsymbol {\beta }}_{1},\ldots ,{\boldsymbol {\beta }}_{m}} per a cada problema de regressió s'apilen horitzontalment: {\displaystyle \mathbf {B} ={\begin{bmatrix}{\begin{pmatrix}\\{\boldsymbol {\beta }}_{1}\\\\\end{pmatrix}}\cdots {\begin{pmatrix}\\{\boldsymbol {\beta }}_{m}\\\\\end{pmatrix}}\end{bmatrix}}={\begin{bmatrix}{\begin{pmatrix}\beta _{1,1}\\\vdots \\\beta _{k,1}\end{pmatrix}}\cdots {\begin{pmatrix}\beta _{1,m}\\\vdots \\\beta _{k,m}\end{pmatrix}}\end{bmatrix}}.}El vector de soroll
{\displaystyle {\boldsymbol {\epsilon }}_{i}} per a cada observació i és conjuntament normal, de manera que els resultats per a una observació donada estan correlacionats: {\displaystyle {\boldsymbol {\epsilon }}_{i}\sim N(0,{\boldsymbol {\Sigma }}_{\epsilon }).}
Podem escriure tot el problema de regressió en forma matricial com: {\displaystyle \mathbf {Y} =\mathbf {X} \mathbf {B} +\mathbf {E} ,} on Y i E són {\displaystyle n\times m} matrius. La matriu de disseny X és una {\displaystyle n\times k} matriu amb les observacions apilades verticalment, com en la configuració estàndard de regressió lineal: {\displaystyle \mathbf {X} ={\begin{bmatrix}\mathbf {x} _{1}^{\mathsf {T}}\\\mathbf {x} _{2}^{\mathsf {T}}\\\vdots \\\mathbf {x} _{n}^{\mathsf {T}}\end{bmatrix}}={\begin{bmatrix}x_{1,1}&\cdots &x_{1,k}\\x_{2,1}&\cdots &x_{2,k}\\\vdots &\ddots &\vdots \\x_{n,1}&\cdots &x_{n,k}\end{bmatrix}}.}La solució clàssica de mínims quadrats lineals freqüentistes és simplement estimar la matriu de coeficients de regressió
{\displaystyle {\hat {\mathbf {B} }}} utilitzant el pseudoinvers de Moore-Penrose: {\displaystyle {\hat {\mathbf {B} }}=(\mathbf {X} ^{\mathsf {T}}\mathbf {X} )^{-1}\mathbf {X} ^{\mathsf {T}}\mathbf {Y} .}
Per obtenir la solució bayesiana, cal especificar la probabilitat condicional i després trobar la inicial conjugada adequada. Igual que amb el cas univariant de la regressió bayesiana lineal, trobarem que podem especificar una funció a priori conjugada condicional natural (que depèn de l'escala).
Escrivim la nostra probabilitat condicional com a  {\displaystyle \rho (\mathbf {E} |{\boldsymbol {\Sigma }}_{\epsilon })\propto |{\boldsymbol {\Sigma }}_{\epsilon }|^{-n/2}\exp \left(-{\tfrac {1}{2}}\operatorname {tr} \left(\mathbf {E} ^{\mathsf {T}}{\boldsymbol {\Sigma }}_{\epsilon }^{-1}\mathbf {E} \right)\right),} escrivint l'error {\displaystyle \mathbf {E} } en termes de {\displaystyle \mathbf {Y} ,\mathbf {X} ,} i {\displaystyle \mathbf {B} } rendiments {\displaystyle \rho (\mathbf {Y} |\mathbf {X} ,\mathbf {B} ,{\boldsymbol {\Sigma }}_{\epsilon })\propto |{\boldsymbol {\Sigma }}_{\epsilon }|^{-n/2}\exp(-{\tfrac {1}{2}}\operatorname {tr} ((\mathbf {Y} -\mathbf {X} \mathbf {B} )^{\mathsf {T}}{\boldsymbol {\Sigma }}_{\epsilon }^{-1}(\mathbf {Y} -\mathbf {X} \mathbf {B} ))),}
Busquem un conjugat a priori natural: una densitat conjunta {\displaystyle \rho (\mathbf {B} ,\Sigma _{\epsilon })} que té la mateixa forma funcional que la probabilitat. Com que la probabilitat és quadràtica en {\displaystyle \mathbf {B} }, reescrivim la probabilitat de manera que sigui normal en {\displaystyle (\mathbf {B} -{\hat {\mathbf {B} }})} (la desviació de l'estimació mostral clàssica).
Utilitzant la mateixa tècnica que amb la regressió lineal bayesiana, descomponem el terme exponencial utilitzant una forma matricial de la tècnica de suma de quadrats. Aquí, però, també haurem d'utilitzar el càlcul diferencial matricial (producte de Kronecker i transformacions de vectorització).
Primer, apliquem la suma de quadrats per obtenir una nova expressió per a la probabilitat: {\displaystyle \rho (\mathbf {Y} |\mathbf {X} ,\mathbf {B} ,{\boldsymbol {\Sigma }}_{\epsilon })\propto |{\boldsymbol {\Sigma }}_{\epsilon }|^{-(n-k)/2}\exp(-\operatorname {tr} ({\tfrac {1}{2}}\mathbf {S} ^{\mathsf {T}}\mathbf {S} {\boldsymbol {\Sigma }}_{\epsilon }^{-1}))|{\boldsymbol {\Sigma }}_{\epsilon }|^{-k/2}\exp(-{\tfrac {1}{2}}\operatorname {tr} ((\mathbf {B} -{\hat {\mathbf {B} }})^{\mathsf {T}}\mathbf {X} ^{\mathsf {T}}\mathbf {X} (\mathbf {B} -{\hat {\mathbf {B} }}){\boldsymbol {\Sigma }}_{\epsilon }^{-1})),}{\displaystyle \mathbf {S} =\mathbf {Y} -\mathbf {X} {\hat {\mathbf {B} }}}Volem desenvolupar una forma condicional per als a priori:
{\displaystyle \rho (\mathbf {B} ,{\boldsymbol {\Sigma }}_{\epsilon })=\rho ({\boldsymbol {\Sigma }}_{\epsilon })\rho (\mathbf {B} |{\boldsymbol {\Sigma }}_{\epsilon }),} on {\displaystyle \rho ({\boldsymbol {\Sigma }}_{\epsilon })} és una distribució inversa de Wishart i {\displaystyle \rho (\mathbf {B} |{\boldsymbol {\Sigma }}_{\epsilon })} és alguna forma de distribució normal a la matriu {\displaystyle \mathbf {B} }. Això s'aconsegueix mitjançant la transformació de vectorització, que converteix la probabilitat d'una funció de les matrius {\displaystyle \mathbf {B} ,{\hat {\mathbf {B} }}} a una funció dels vectors {\displaystyle {\boldsymbol {\beta }}=\operatorname {vec} (\mathbf {B} ),{\hat {\boldsymbol {\beta }}}=\operatorname {vec} ({\hat {\mathbf {B} }})}
Escriure {\displaystyle \operatorname {tr} ((\mathbf {B} -{\hat {\mathbf {B} }})^{\mathsf {T}}\mathbf {X} ^{\mathsf {T}}\mathbf {X} (\mathbf {B} -{\hat {\mathbf {B} }}){\boldsymbol {\Sigma }}_{\epsilon }^{-1})=\operatorname {vec} (\mathbf {B} -{\hat {\mathbf {B} }})^{\mathsf {T}}\operatorname {vec} (\mathbf {X} ^{\mathsf {T}}\mathbf {X} (\mathbf {B} -{\hat {\mathbf {B} }}){\boldsymbol {\Sigma }}_{\epsilon }^{-1})}Sigui
{\displaystyle \operatorname {vec} (\mathbf {X} ^{\mathsf {T}}\mathbf {X} (\mathbf {B} -{\hat {\mathbf {B} }}){\boldsymbol {\Sigma }}_{\epsilon }^{-1})=({\boldsymbol {\Sigma }}_{\epsilon }^{-1}\otimes \mathbf {X} ^{\mathsf {T}}\mathbf {X} )\operatorname {vec} (\mathbf {B} -{\hat {\mathbf {B} }}),} on {\displaystyle \mathbf {A} \otimes \mathbf {B} } denota el producte de Kronecker de les matrius A i B, una generalització del producte exterior que multiplica un {\displaystyle m\times n} matriu per una {\displaystyle p\times q} matriu per generar una {\displaystyle mp\times nq} matriu, que consisteix en cada combinació de productes d'elements de les dues matrius.
Aleshores {\displaystyle {\begin{aligned}&\operatorname {vec} (\mathbf {B} -{\hat {\mathbf {B} }})^{\mathsf {T}}({\boldsymbol {\Sigma }}_{\epsilon }^{-1}\otimes \mathbf {X} ^{\mathsf {T}}\mathbf {X} )\operatorname {vec} (\mathbf {B} -{\hat {\mathbf {B} }})\\&=({\boldsymbol {\beta }}-{\hat {\boldsymbol {\beta }}})^{\mathsf {T}}({\boldsymbol {\Sigma }}_{\epsilon }^{-1}\otimes \mathbf {X} ^{\mathsf {T}}\mathbf {X} )({\boldsymbol {\beta }}-{\hat {\boldsymbol {\beta }}})\end{aligned}}} la qual cosa conduirà a una probabilitat que és normal en {\displaystyle ({\boldsymbol {\beta }}-{\hat {\boldsymbol {\beta }}})}.
Amb la probabilitat en una forma més tractable, ara podem trobar una conjugació a priori natural (condicional).